# Paracheilinus piscilineatus
Paracheilinus piscilineatus là một loài cá biển thuộc chi Paracheilinus trong họ Cá bàng chài. Loài này được mô tả lần đầu tiên vào năm 1987.

## Từ nguyên
Từ định danh được ghép bởi hai âm tiết trong tiếng Latinh: piscis (“con cá”) và lineatus (“có sọc”), hàm ý đề cập đến các sọc xanh da trời nổi bật ở hai bên lườn của loài cá này.

## Phân bố và môi trường sống
P. piscilineatus là loài đặc hữu của Mauritius, được tìm thấy đến độ sâu ít nhất là 35 m.

## Mô tả
Chiều dài chuẩn lớn nhất được ghi nhận ở P. piscilineatus là 5,7 cm. Cá cái có dải dày bên lườn màu nâu cam, viền trên và dưới là sọc xanh lam, bụng trắng. Vây không có sọc đốm. Mống mắt màu cam.
Cá đực màu đỏ cam đến vàng tươi với các dải sọc xanh lam nổi bật trên đầu và thân, được xếp theo kiểu C (sensu Tea & Walsh (2023)), đặc trưng bởi sọc hình móc câu ở gốc vây ngực. Vây lưng màu vàng, có viền và các vệt đốm màu xanh lam, đặc biệt có đốm đỏ lớn ở phía cuối, trở nên đen hơn và lan rộng gần 1/3 vây sau ở những con đực lớn. Vây hậu môn có màu vàng cam nhạt với viền xanh lam. Vây đuôi cụt (hoặc lõm không đáng kể), có dải màu nâu cam thuôn nhọn ở mỗi thùy tạo cảm giác vây đuôi xẻ thùy sâu, viền xanh ở rìa trên và dưới. Cá đực bước vào mùa giao phối có sắc độ mạnh hơn, các sọc đốm xanh lam trở thành xanh óng.
Số gai vây lưng: 9; Số tia vây lưng: 11; Số gai vây hậu môn: 3; Số tia vây hậu môn: 9; Số gai vây bụng: 1; Số tia vây bụng: 5.